# Килифарево
Килифа́рево (болг. Килифарево) — місто в Великотирновській області Болгарії. Входить до складу общини Велико-Тирново.

## Населення
За даними перепису населення 2011 року у місті проживали 2256 осіб.
Національний склад населення міста:
| Національність   | Кількість осіб | Відсоток |
| ---------------- | -------------- | -------- |
| болгари          | 1364           | 69,2%    |
| турки            | 552            | 28,0%    |
| цигани           | 20             | 1,0%     |
| інша             | 7              | 0,4%     |
| не визначились   | 27             | 1,4%     |
| Всього відповіли | 1970           |          |

Розподіл населення за віком у 2011 році:
Динаміка населення: